# آماده‌سازی ضربانی فرکانس بالا

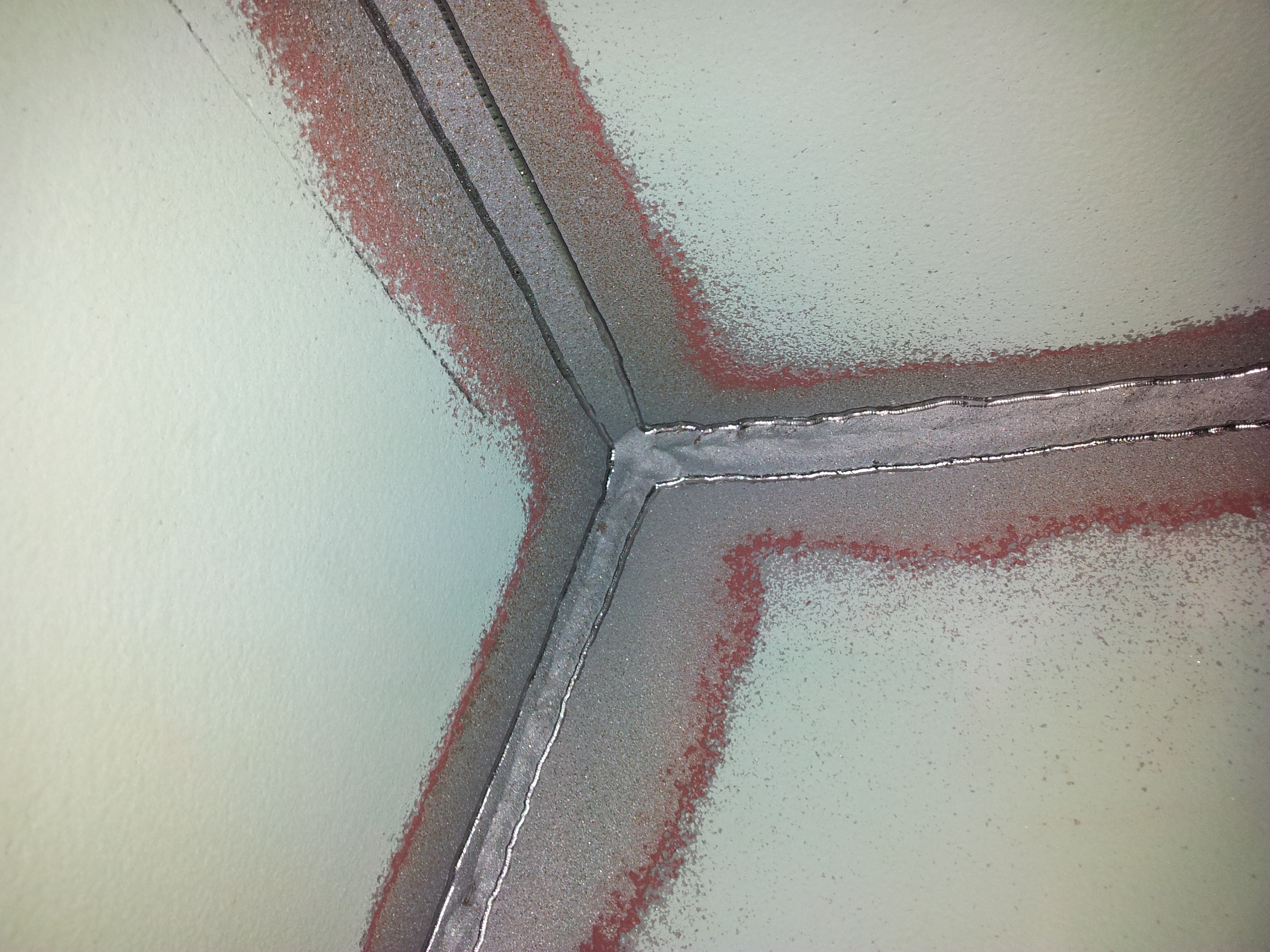
یک مونتاژ تحت آماده‌سازی با هایفیت

آماده‌سازی ضربانی فرکانس بالا یا روش هایفیت (به انگلیسی: High Frequency impact treatment) یک روش بهبود مقاومت جوش‌های فولادی سازه‌ها در برابر خستگی می‌باشد.

## کاربرد
در سازه‌های فولادی که اتصال‌ها توسط خط جوش‌ها انجام شده‌است و سازه تحت تأثیر بارهای نوسانی قرار دارد، دوام و عمر سازه نسبت به خستگی، وابسته به عمر جوش‌های به کار رفته در سازه است. به همین علت، بهبود خواص جوش، به روش‌های مختلف، می‌تواند عمر سازه را به‌طور ملموسی افزایش دهد.
یکی از روش‌های اثبات شده برای بهبود خواص، چکش زنی است. روش هایفیت نیز یکی از اقسام روش‌های چکش زنی است که با استفاده از یک وسیله نسبتاً ساده، انجام می‌پذیرد.

## مکانیزم عملکرد

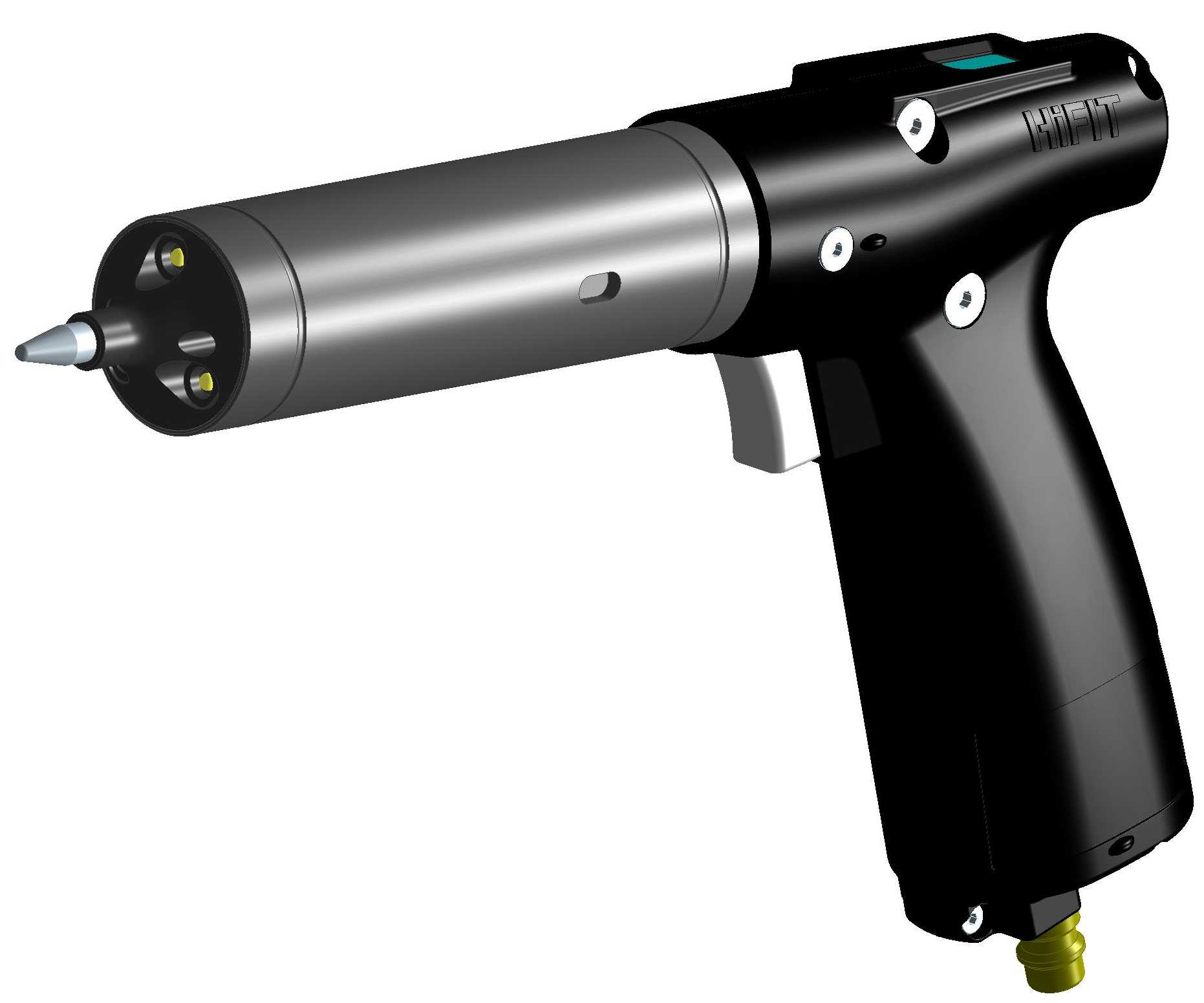
ضربه‌زن هایفیت

بر سر چکش هایفیت یک سنجاق سخت کاری شده به همراه یک گوی به شعاع ۳ میلی‌متر قرار دارد. تماس چکش با قطعه توسط گوی انجام می‌شود. چکش با فرکانس قابل تنظیم ۱۸۰ الی ۳۰۰ هرتز، پنجهٔ جوش را چکش کاری می‌کند. در اثر این کوبش‌های سریع، تغییر شکل مکانیکی محلی در محل پنجه جوش رخ می‌دهد و پنجهٔ جوش به صورت پلاستیک، فشرده می‌شود. تنش پسماند فشاری به وجود آمده در سطح پنجه، از ترک‌های احتمالی جلوگیری خواهد کرد و باعث افزایش طوب عمر خستگی جوش می‌شود.

## اثبات اثرگذاری
مؤسسه بین‌المللی فناوری جوش (IIW) در اکتبر ۲۰۱۶ راهنمایی به عنوان "پیشنهادهایی برای روش بهبود HFMI" ارائه کرد. در آزمایش‌های مؤسسه‌ها و دانشگاه‌های متعددی ثابت شده‌است که این روش می‌تواند ۸۰ تا ۱۰۰ درصد استحکام خستگی جوش را افزایش بدهد. همچنین افزایش ۵ الی ۱۰ برابری طول عمر جوش نیز به اثبات رسیده‌است.
گسترده‌ترین بررسی‌ها در طول سال‌های ۲۰۰۶ تا ۲۰۰۹ توسط REFRESH انجام پذیرفته‌است. دستگاه هایفیت در این پژوهش طراحی شد و به مرحله تولید رسید. نتایج این آزمایش‌ها در کتاب منتشر شده توسط FOSTA به شمارهٔ ثبت ISBN 978-3-942541-03-9 در دسترس است. در این کتاب، پس زمینه‌های علمی و اثبات نتایج موجود هستند.

## مراحل انجام عملیات
از این روش هم برای جوش‌های جدید و هم برای جوش‌هایی که از عمر آن‌ها مدتی می‌گذرد، می‌توان استفاده کرد.

### مرحله مقدماتی
محل خط جوش مورد نظر باید به‌طور کامل قابل دسترسی باشد. در سازه‌های قدیمی معمولاً در محل خط جوش، عملیات‌های نهایی سطحی انجام شده‌است. باید اطمینان حاصل کرد که در طول خط جوش، زنگ زدگی یا رنگ یا هر گونه کثیفی وجود نداشته باشد. در بعضی مواقع، انجام یک سند بلاست قبل از شروع عملیات پیشنهاد می‌شود.

### اجرای عملیات
با قرار دادن چکش توسط اپراتور و حرکت دادن آن با سرعت مناسب در امتداد خط پنجه جوش، عملیات بهبود انجام می‌پذیرد.

قبل و بعد از انجام عملیات بهبود

### نتیجه
در محل تماس گوی سر دستگاه با پنجهٔ جوش، تغییر شکل پلاستیک رخ می‌دهد. این کار باعث چگال تر شدن پنجهٔ جوش می‌شود. رد حرکت دستگاه به صورت یک پهن شدگی به عمق ۰٫۲ تا ۰٫۳۵ میلیمتر در مرز جوش قابل مشاهده خواهد بود. پس از انجام عملیات بهبود، آندرکات در محل جوش رفع خواهد شد و نباید قابل تشخیص باشد.

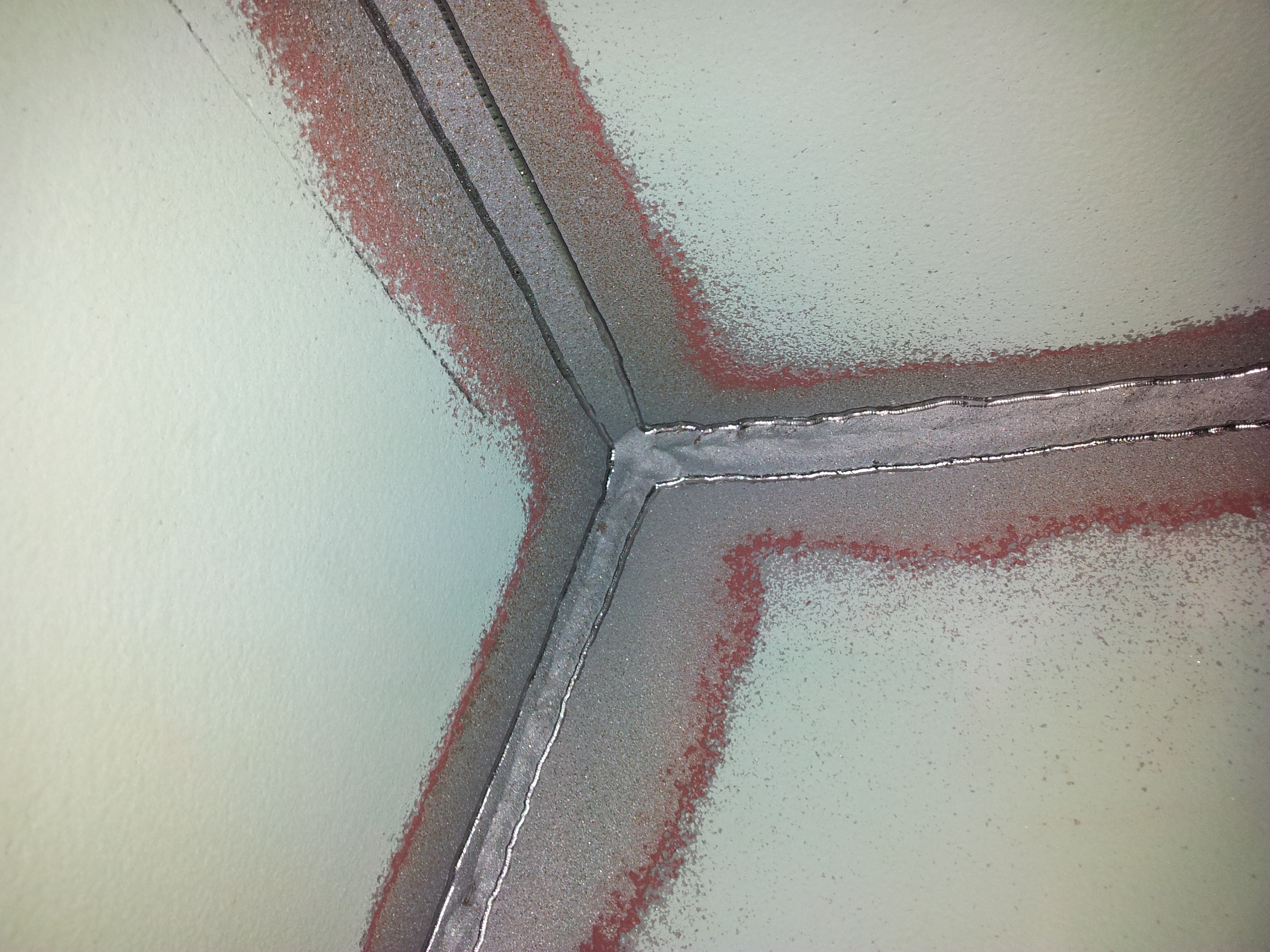
در دو طرف جوش‌ها گودی به وجود آمده به سبب انجام عملیات بهبود قابل مشاهده است.

### موارد ایمنی
توسط بازرسی بصری، محل بهبود یافته باید بررسی شود همچنین عمق محل بهبود یافته نیز باید مورد بررسی قرار بگیرد. توسط یک نمایشگر دیجیتال نشاندهده فشار کاری، اپراتور می‌تواند در طول عملیات، تسلط و کنترل کافی داشته باشد.

## تاثیرهای اقتصادی

### افزایش طول عمر
اعمال این روش بر روی سازه‌ها، به‌طور قابل توجهی باعث افزایش طول عمر آن‌ها می‌شود. در صورتی که هیچ ترک قابل مشاهده با چشمی، بر روی سطح خط جوش وجود نداشته باشد،HiFIT یک روش بهبود بسیار مؤثر به حساب می‌آید.
در سازه‌های ساخته شدهٔ کنونی، در صورتی که به موقع عملیات بهبود انجام پذیرد، بین جوش‌های قدیمی و جوش‌های جدید، تقریباً تفاوتی وجود نخواهد داشت. این بدان معناست که با این روش بهبود، می‌توان عمری بیشتر از عمر برنامه‌ریزی شده از سازه انتظار داشت. این عملیات در افزایش طول عمر سازه‌های کنونی بازدهی بالایی دارد، برای مثال جوش‌های قوطی‌های فولادی استفاده شده در پل‌های بزرگراه‌ها از محل‌های استفاده این روش هستند.
هزینه چنین بازسازی‌هایی، نسبت به روش‌های معمولی بسیار کمتر است. در خودروهای صنعتی، وسائل نقلیه و دستگاه‌های صنعتی که تحت تنش‌های شدیدی قرار دارند، از این روش برای افزایش طول عمر جوش‌ها استفاده می‌شود.

### افزایش میزان بار جابجاپذیر
در سازه‌های جدید و بعضی از سازه‌های قدیمی، استفاده از این روش منجر به افزایش تحمل بار توسط جوش‌ها می‌شود. در یک طول عمر یکسان، جوش‌های بهبود یافته، تا ۱٫۶ برابر بار بیشتری را می‌توانند تحمل کنند. این مسئله در سازه‌ها و ادواتی چون چرثقیل‌ها، اثر مثبت بسیار بزرگی است، چرا که می‌توان با بهبود جوش‌ها، بار قابل انتقال در هر مرحله جابجایی را افزایش داد که این موضوع منجر به افزایش نرخ جابجایی بار می‌شود. این اثر در مراکزی مثل گمرک‌ها که از جرثقیل‌های متعدد استفاده می‌کنند، بسیار چشم گیر خواهد بود.

### وزن کمتر
با دخیل کردن این روش بهبود در مرحله ساخت، با طول عمر و بار کاری مشابه در حالت معمولی، می‌توان سازه را به میزان قابل توجهی سبک‌تر ساخت. آزمایش‌ها و آنالیزهای کامپیوتری (FEM) گسترده بر روی سازه‌ها و موادی چون S235، S355J2 و فولادهای ریزدانه مانند S460N, S690QL و حتی فولادها با استحکام بالاتر، بازده بالای این روش را به اثبات رسانده‌اند. ارزش مواد اولیه ذخیره شده به سبب استفاده از این روش، باعث شده‌است که این روش بهبود، جز ارزشمندترین روش‌های بهبود به لحاظ اقتصادی باشد.

## انتشار یافته‌ها
- کتاب REFRESH - افزایش طول عمر سازه‌های جوشکاری شده جدید و قدیمی - قابل دسترس به شماره ISBN 978-3-942541-03-9 در FOSTA
- Stahlbau (ساخت فولاد)، سپتامبر ۲۰۰۹ - به شماره ISSN 0038-9145 A6449
- راهنمای روش بهبود HFMI برای افزایش عمر خستگی اتصال‌های جوش - توسط IIW - قابل دسترس در https://www.springer.com/de/book/9789811025037